# البحرين لول
البحرين لوّل، هي قناة حكومية تابعه لمملكة البحرين، تبث من مقر هيئة الإذاعة والتلفزيون الواقع بمدينة عيسى، تأسست في 2019. أغلقت قناة البحرين لول في بداية 2021؛ لإعادة تقييم المحتوى.